# Coatepec (Veracruz)
Coatepec también conocido como “La capital del café” es un pueblo localizado en el estado de Veracruz, México, a 8 kilómetros de la capital, la ciudad de Xalapa.
La gente de Coatepec usa el verso "Somos café, somos caña, somos orquídea, niebla y montaña" para describir el ambiente del lugar. Se ha empleado como lema para carreras atléticas, para dignificar al puebloy como parte de la imagen urbana.

## Toponimia
Del náhuatl se divide en "Coate", derivado de "cóatl" que significa serpiente, "tepe", derivado de "tépetl" que significa cerro o montaña y "c", un locativo que denota un lugar. Por lo tanto se interpreta como "en el cerro de las culebras".

## Historia

### Antecedentes prehispánicos y conquista

#### Los pueblos originarios
Antes de la llegada de los españoles, la región de Coatepec estaba habitada por comunidades totonacos y nahuas que habían desarrollado sofisticados sistemas agrícolas aprovechando la fertilidad de los suelos volcánicos y el clima húmedo-templado característico de la zona. Estos pueblos cultivaban principalmente maíz, frijol, calabaza y chile, además de cacao en las zonas más bajas, estableciendo patrones de asentamiento que influirían posteriormente en la organización territorial colonial.

#### La conquista y primeros contactos
La conquista de la región se realizó de manera gradual tras la toma de Tenochtitlan en 1521. Los conquistadores españoles, siguiendo las rutas indígenas preexistentes, reconocieron rápidamente el valor estratégico de esta zona montañosa que servía de puente natural entre la costa y las tierras altas. La pacificación del territorio se llevó a cabo entre 1521 y 1530, aprovechando las divisiones existentes entre los pueblos locales y estableciendo alianzas con algunos grupos totonacos que ya habían colaborado con Cortés durante la conquista de México-Tenochtitlan.

### Fundación colonial y primeros asentamientos

#### Establecimiento del pueblo de San Jerónimo
La fundación formal del pueblo de San Jerónimo de Coatepec hacia 1560 respondió a la política de congregación implementada por las autoridades virreinales para facilitar la administración civil y la evangelización. El asentamiento se estableció bajo la jurisdicción eclesiástica de la diócesis de Puebla, creada en 1526, lo que demuestra la temprana importancia que las autoridades coloniales otorgaron a la región.
El patrón de asentamiento siguió el modelo urbano español, con una plaza central rodeada por la iglesia parroquial, las casas de los principales y el cabildo indígena. Esta traza reticular, que perdura hasta nuestros días, refleja los ideales urbanísticos renacentistas adaptados a las condiciones topográficas de la montaña.

#### Encomienda y tributo
Durante las primeras décadas coloniales, la región fue organizada mediante el sistema de encomiendas, que otorgaba a los colonos españoles el derecho a recibir tributos y servicios personales de los pueblos indígenas a cambio de su protección y cristianización. Los pueblos de Coatepec, Xico y Teocelo formaron parte de encomiendas que incluían diversos asentamientos dispersos en la región montañosa.
El tributo se pagaba principalmente en productos agrícolas locales: maíz, frijol, chile y mantas de algodón, aunque gradualmente se introdujo el pago en moneda conforme se desarrollaba la economía mercantil. Los registros tributarios de mediados del siglo XVI indican una población indígena de aproximadamente 2,500 habitantes en el área de Coatepec, cifra que fluctuó significativamente debido a las epidemias que asolaron la Nueva España durante el siglo XVI.

### Historia colonial (sigloXVI- 1821)
Durante el periodo virreinal, Coatepec —cuyo nombre en náhuatl significa «en el cerro de las culebras»— se consolidó como una localidad estratégica en la vertiente oriental de la Sierra Madre Oriental. Su posición geográfica privilegiada la convirtió en un eslabón fundamental de las rutas comerciales y administrativas que conectaban el puerto de Veracruz con el altiplano central novohispano, desempeñando un papel crucial en la articulación económica del virreinato.

### Auge azucarero (siglos XVII-XVIII)

#### Establecimiento de haciendas cañeras
A finales del siglo XVI se establecieron las primeras haciendas cañeras que transformarían radicalmente la economía y el paisaje regional. La Hacienda de la Santísima Trinidad, fundada hacia 1580, fue una de las primeras en introducir el cultivo sistemático de caña de azúcar, seguida por La Concepción y San Pedro Buenavista.
La Hacienda de La Orduña, adquirida en 1593 por Francisco de Orduña —próspero comerciante de origen vasco—, se convirtió en la más importante de la región. Con una extensión de más de 20,000 hectáreas, La Orduña incluía tierras de cultivo, pastizales, bosques y abundantes fuentes de agua que alimentaban sus ingenios azucareros.

#### Tecnología y producción
Los ingenios azucareros de Coatepec empleaban la más avanzada tecnología de la época. Los trapiches movidos por fuerza hidráulica procesaban la caña en grandes calderas de cobre importadas de Europa, donde el jugo se cocía y purificaba hasta obtener azúcar, piloncillo y melaza. El aguardiente de caña, producto secundario altamente valorado, se destilaba en alambiques especializados.
La Hacienda de La Orduña llegó a contar con tres ingenios simultáneos: El Grande, El Chico y El de Arriba, cada uno especializado en diferentes tipos de procesamiento. Esta diversificación permitía optimizar la producción según las condiciones climáticas y las demandas del mercado.

#### Mano de obra
El sistema productivo azucarero dependía de una fuerza laboral diversa y estratificada. Los esclavos africanos, introducidos desde el siglo XVI, constituían el núcleo de la mano de obra especializada en los ingenios. Documentos de la época registran la presencia de más de 300 esclavos en las principales haciendas de Coatepec hacia 1650.
La población indígena proporcionaba trabajo estacional durante las cosechas, manteniendo paralelamente sus comunidades y cultivos de subsistencia. Los trabajadores libres —mestizos, mulatos y criollos pobres— ocupaban posiciones intermedias como mayordomos, arrieros y artesanos especializados.
Esta compleja estructura social generó un intenso mestizaje cultural visible en las tradiciones, la gastronomía y las manifestaciones religiosas que perduran hasta la actualidad.

### Integración a redes comerciales virreinales

#### Caminos y arriería
Coatepec se integró tempranamente en el sistema de caminos que articulaba la economía novohispana. El antiguo Camino Real, que conectaba Veracruz con México a través de Xalapa, pasaba por las inmediaciones de Coatepec, facilitando el transporte de mercancías mediante recuas de mulas.
La arriería se convirtió en una actividad económica fundamental. Los arrieros de Coatepe, organizados en gremios, transportaban no solo los productos locales hacia los mercados urbanos, sino también mercancías europeas y asiáticas que llegaban al puerto de Veracruz con destino al interior del virreinato.

#### Productos y mercados
Los productos coatepecanos abastecían múltiples mercados. El azúcar refinada se enviaba a los centros urbanos principales: México, Puebla y Guadalajara. El piloncillo y la panela tenían mercados más amplios, llegando incluso a las regiones mineras del norte. El aguardiente de caña competía con los destilados europeos en los mercados urbanos, mientras que en las zonas rurales se había convertido en una bebida popular.
La melaza se utilizaba como endulzante en la elaboración de dulces y conservas, dando origen a una próspera industria de confitería que caracterizaría a Coatepec durante los siglos posteriores.

### Sociedad multiétnica y vida cotidiana

#### Demografía y estructura social
Hacia 1750, Coatepec había desarrollado una sociedad compleja y multicultural. Los censos eclesiásticos registran aproximadamente 8,000 habitantes distribuidos de la siguiente manera: 45% indígenas (principalmente totonacos y nahuas), 25% castas (mestizos, mulatos y otras mezclas), 20% esclavos africanos y afrodescendientes, y 10% españoles y criollos.
Esta diversidad étnica se reflejaba en la organización espacial del pueblo. El centro, alrededor de la plaza mayor, estaba ocupado por las familias españolas y criollas principales. Los barrios indígenas se extendían hacia las laderas de los cerros, manteniendo cierta autonomía administrativa a través de sus cabildos. Los esclavos y trabajadores libres habitaban en los ranchos y haciendas dispersos por el territorio.

#### Religión y cultura
La parroquia de San Jerónimo, reconstruida y ampliada durante el siglo XVIII, se convirtió en el centro de la vida espiritual comunitaria. Su arquitectura barroca, con retablos dorados y pinturas coloniales, reflejaba la prosperidad económica regional.
Las festividades religiosas evidenciaban el sincretismo cultural característico de la sociedad colonial. La fiesta patronal de San Jerónimo (30 de septiembre) combinaba elementos católicos con tradiciones indígenas, mientras que las danzas de "morenos" y "negros" durante las celebraciones navideñas incorporaban elementos africanos que perduraron tras la abolición de la esclavitud.
Las cofradías religiosas, que agrupaban a miembros de diferentes grupos étnicos, funcionaban como espacios de integración social y apoyo mutuo, además de organizar las festividades y mantener el culto a santos específicos..

### Reformas Borbónicas y modernización

#### Infraestructura y caminos
Las Reformas Borbónicas del siglo XVIII transformaron significativamente la región. Entre 1797 y 1801, bajo el gobierno del virrey Miguel José de Azanza, se construyó el nuevo Camino Real entre Xalapa, Coatepec y Xico, reemplazando las viejas veredas indígenas por una vía empedrada apta para carretas.
Esta obra de ingeniería incluyó la construcción de puentes de mampostería, como el famoso Puente del Diablo sobre el río de El Grande, obra maestra de la arquitectura colonial que combinaba funcionalidad con belleza estética. El puente, con sus arcos de medio punto y pretiles ornamentados, se convirtió en símbolo de la región.

#### Administración e intendencias
La implementación del sistema de intendencias en 1786 incorporó a Coatepec en la Intendencia de Veracruz, modernizando la administración local y mejorando la recaudación fiscal. Se establecieron nuevos registros de propiedad, se regularon los pesos y medidas, y se promovió la introducción de nuevos cultivos y técnicas agrícolas.
La liberalización del comercio permitió que los productores locales accedieran directamente a mercados antes controlados por monopolios, estimulando la diversificación productiva y el crecimiento económico.

### Coatepec en la Guerra de Independencia

#### Impacto regional
Aunque Coatepec no fue un foco insurgente principal, su posición estratégica en las rutas de comunicación la involucró indirectamente en el conflicto independentista. La región se vio afectada por el paso de tropas, la interrupción del comercio y las contribuciones forzosas impuestas por ambos bandos.

#### Episodios locales del conflicto
En agosto de 1811, un grupo de simpatizantes insurgentes comandado por el capitán José María Morelos y Pavón (homónimo del caudillo) ocupó temporalmente el Puente del Diablo, estableciendo un punto de control para interceptar convoyes realistas que transportaban caudales desde Veracruz hacia la capital.
La acción, aunque duró apenas una semana antes de ser desalojada por fuerzas realistas, demostró la importancia estratégica de Coatepec en el sistema de comunicaciones virreinales. Los hacendados locales, temerosos por sus propiedades, organizaron milicias realistas financiadas con sus propios recursos.
La Hacienda de La Orduña sufrió un ataque insurgente en 1812, durante el cual fueron liberados temporalmente varios esclavos que se unieron a las fuerzas rebeldes. Sin embargo, la represión realista fue severa, y muchos participantes fueron capturados y ejecutados en Xalapa.

#### Transición
Los Tratados de Córdoba, firmados el 24 de agosto de 1821, fueron recibidos con beneplácito por las élites locales, que veían en la independencia una oportunidad para liberarse de las restricciones comerciales coloniales. La transición se realizó pacíficamente, y las autoridades locales juraron lealtad al nuevo gobierno imperial de Agustín de Iturbide.

### Legado virreinal

#### Arquitectura y traza urbana
El legado colonial es palpable en el patrimonio arquitectónico de Coatepec. La parroquia de San Jerónimo, con su fachada barroca y su campanario de piedra volcánica, constituye uno de los mejores ejemplos de arquitectura religiosa colonial en Veracruz. Las ruinas de la Hacienda de La Orduña, convertida actualmente en centro cultural, preservan elementos arquitectónicos únicos como las trojes, los patios de secado y los vestigios de los ingenios azucareros.
La traza urbana reticular, con su plaza central y calles rectas que se adaptan a la topografía montañosa, refleja los ideales urbanísticos hispánicos adaptados al medio geográfico local.

#### Del azúcar al café
A finales del periodo virreinal comenzó un proceso que transformaría nuevamente la economía regional: la introducción del café arábico. Las primeras plantas llegaron hacia 1800, traídas posiblemente por comerciantes que mantenían contactos con las Antillas francesas.
Los cafetales iniciales aprovecharon la infraestructura, la experiencia agrícola y la fuerza laboral desarrolladas durante los siglos de economía azucarera. Las antiguas haciendas cañeras comenzaron a diversificar sus cultivos, estableciendo las bases para la especialización cafetalera que caracterizaría a Coatepec durante los siglos XIX y XX.

#### Tradiciones culturales
El periodo virreinal estableció patrones culturales duraderos que definen la identidad coatepecana. La gastronomía regional, que combina ingredientes y técnicas indígenas, españolas y africanas, tiene sus raíces en esta época. Platillos como los tamales de dulce, las gorditas de horno y los dulces cristalizados reflejan esta herencia multicultural.
Las tradiciones artesanales, especialmente la alfarería y la carpintería, mantuvieron técnicas introducidas durante el virreinato. Los oficios relacionados con el procesamiento agrícola —la molienda, la destilación, el secado— evolucionaron directamente hacia las técnicas cafetaleras posteriores.
El periodo virreinal estableció los cimientos de la Coatepec moderna. La integración de la región en los circuitos económicos globales a través del cultivo azucarero, el desarrollo de una sociedad multicultural compleja y la consolidación de redes comerciales que conectaban la montaña con los puertos y las ciudades principales, crearon las condiciones para la posterior transformación cafetalera.
La herencia colonial no solo se manifiesta en el patrimonio tangible —arquitectura, traza urbana, sitios arqueológicos industriales— sino también en las estructuras sociales, los patrones culturales y las tradiciones que han dado a Coatepec su carácter distintivo como pueblo mágico y centro de la cultura cafetalera mexicana.
La transición del azúcar al café, iniciada al final del virreinato, representa una continuidad histórica que demuestra la capacidad de adaptación de las sociedades regionales ante los cambios en los mercados globales, manteniendo al mismo tiempo sus características culturales fundamentales.

## El café en Coatepec
Coatepec se destaca por ser una zona productora y comercializadora de café de altura. Entre los datos relevantes de la calidad del café de Coatepec destacan que el estado de Veracruz fue uno de los primeros estados en los que se cultivó la planta del café, luego de que este llegara a nuestro país, a fines del siglo XVIII. La historia del café cuenta que el café llegó a Coatepec en el año 1808 y que las primeras matas fueron traídas de Cuba y cultivadas en la entonces hacienda de Zimpizahua. Sin embargo, no fue sino hasta las últimas décadas del siglo XIX cuando el café adquirió relevancia como actividad económica. En 1888 el café de Coatepec se había convertido ya en importante cultivo de exportación.
“Los beneficios de café”, como se designa a los grandes galerones industriales dedicados a procesar este grano, constituyen un patrimonio arquitectónico olvidado y a punto de perderse en México. De los muchos que había en Coatepec, Veracruz, sólo quedan tres: 
Bola de Oro, Roma y La Mata. Las principales cafeterías de la ciudad son La Parroquia, Finca Don Marco, Café Don Justo y Café con Pan Coatepec.
Revolucionaron el procesamiento del grano, pues del método semi artesanal generaron uno mucho más rápido que lo dejaba listo para su embalaje y exportación. 
Veracruz es la segunda entidad productora de café (después de Chiapas) aportando el 25% del volumen nacional.
El café de Coatepec ha obtenido reconocimiento internacional gracias a sus excelentes condiciones naturales, ideales para producir un buen café de altura, un café bajo sombra. Entre las variedades más encontradas en la región se encuentran Typica, Bourbon, Mundo Novo y Garnica. La calidad del café se inicia a partir de su origen y se va definiendo durante todo el proceso de producción e industrialización.
Aroma, acidez, cuerpo y sabor son las características por las que se define la calidad del café en la taza. La acidez está dada por la altura sobre el nivel del mar a la cual se cultivó el café: si fue por arriba de los 900 m s. n. m. (metros sobre el nivel del mar) tenemos un café de altura. Coatepec se encuentra ubicado a 1250 m s. n. m.

## Política
El ayuntamiento es encabezado por un presidente municipal, el cual es elegido cada cuatro años y cuyo trabajo se apoya en un cabildo integrado por 8 regidores y por el síndico único, quienes ocupan el cargo por el mismo plazo del presidente.

## Geografía
El municipio de Coatepec se encuentra en la región central del estado, a 1200 m s. n. m.; a 8 km al sur de la capital, Xalapa, y a 20 km al este del Cofre de Perote. Su superficie total representa el 0.0034% del estado.

### Límites políticos
Coatepec limita con los municipios de Acajete, Xalapa y de Tlalnelhuayocan al norte; con Teocelo, Tlaltetela y Jalcomulco al sur; con Emiliano Zapata al este y con Perote y Xico al oeste.

### Hidrografía
Tiene cinco pequeños ríos: el Pixquiac, el Pintores, San Andrés, el Sordo y el Huehueyapam; todos ellos afluentes del río Pescados (también conocido como La Antigua).

### Clima
El clima de Coatepec es templado-húmedo, con una temperatura promedio de 19.2 °C. Es considerado un municipio muy lluvioso, ya que su precipitación pluvial media anual es de 1926 mm.
| Parámetros climáticos promedio de Coatepec                 | Parámetros climáticos promedio de Coatepec | Parámetros climáticos promedio de Coatepec | Parámetros climáticos promedio de Coatepec | Parámetros climáticos promedio de Coatepec | Parámetros climáticos promedio de Coatepec | Parámetros climáticos promedio de Coatepec | Parámetros climáticos promedio de Coatepec | Parámetros climáticos promedio de Coatepec | Parámetros climáticos promedio de Coatepec | Parámetros climáticos promedio de Coatepec | Parámetros climáticos promedio de Coatepec | Parámetros climáticos promedio de Coatepec | Parámetros climáticos promedio de Coatepec |
| Mes                                                        | Ene.                                       | Feb.                                       | Mar.                                       | Abr.                                       | May.                                       | Jun.                                       | Jul.                                       | Ago.                                       | Sep.                                       | Oct.                                       | Nov.                                       | Dic.                                       | Anual                                      |
| ---------------------------------------------------------- | ------------------------------------------ | ------------------------------------------ | ------------------------------------------ | ------------------------------------------ | ------------------------------------------ | ------------------------------------------ | ------------------------------------------ | ------------------------------------------ | ------------------------------------------ | ------------------------------------------ | ------------------------------------------ | ------------------------------------------ | ------------------------------------------ |
| Temp. máx. abs. (°C)                                       | 35                                         | 35                                         | 37                                         | 41                                         | 44                                         | 40                                         | 38                                         | 35                                         | 35                                         | 35                                         | 33                                         | 33                                         | 44                                         |
| Temp. máx. media (°C)                                      | 22.1                                       | 23                                         | 26.9                                       | 28.4                                       | 29.8                                       | 28.3                                       | 27.2                                       | 27.9                                       | 27.3                                       | 26                                         | 24.6                                       | 23.0                                       | 26.2                                       |
| Temp. mín. media (°C)                                      | 8.9                                        | 9.7                                        | 11.5                                       | 13.4                                       | 15.1                                       | 15.3                                       | 14.4                                       | 14.3                                       | 14.9                                       | 13.7                                       | 11.7                                       | 10.2                                       | 12.8                                       |
| Temp. mín. abs. (°C)                                       | 1                                          | −1                                         | 3                                          | 5                                          | 7                                          | 10                                         | 10                                         | 10                                         | 6                                          | 6                                          | 4                                          | −10                                        | −10                                        |
| Precipitación total (mm)                                   | 60.3                                       | 52.2                                       | 54.8                                       | 64.9                                       | 111.8                                      | 303.1                                      | 273.6                                      | 218.5                                      | 317.7                                      | 148.4                                      | 89.4                                       | 66.9                                       | 1764.9                                     |
| Fuente: Servicio Meteorológico Nacional 1 de marzo de 2009 |                                            |                                            |                                            |                                            |                                            |                                            |                                            |                                            |                                            |                                            |                                            |                                            |                                            |

### Flora y fauna
Debido a su gran humedad durante todo el año y a su altura, en Coatepec se encuentra el bosque mesófilo de montaña, con especies como el alamillo, orquídeas, palo de baqueta, liquidambar, pinos patula, palo barranco, álamo, cedro y ocozote. En Coatepec habitan armadillos, conejos, tejones, tlacuaches, mochuelos, zorros, serpientes, palomas silvestres y mapaches. Entre las aves que se pueden observar están los halcones, gavilanes, piapias, Luisito Común (Myiozetetes similis), zanates, chachalacas y colibríes.

## Cultura

### Arquitectura
En su antiguo casco urbano, en alguna medida aún conservado, se muestra la gran bonanza que vivió la población a partir de los exportaciones del producto en los principios del siglo XX, época en la que los precios del café estaban al alza. En su arquitectura tradicional se observan aisladas y soberbias casonas con elegantes portones, algunas de ellas de dos pisos; además de que varias calles muestran una regularidad en su arquitectura caracterizada por altísimos techos de teja, amplios aleros, hermosa balconería forjada y jardines centrales al estilo arábigo.
La ciudad del café lo es además de las orquídeas, no solo por la cantidad de viveros existentes en la ciudad, huertas particulares y muestra permanente en el jardín del «Parque Hidalgo»; la alameda central. 
La arquitectura predominante en el centro de la cabecera es del siglo XIX. Con su antiguo casco urbano, en alguna medida aún conservado, muestra la gran bonanza que vivió la población, a partir de las exportaciones de café, a principios del siglo XX, en una época de precios al alza.
No se trata aquí de aisladas y soberbias casonas, con elegantes portones, algunas de ellas de dos pisos, sino de varias calles que muestran una regularidad en su arquitectura, caracterizada por altísimos techos de teja, amplios aleros y hermosa balconería forjada.

### Coatepecanas y coatepecanos ilustres
- Roberto Amorós Guiot, político, administrador público (1914 -1973)[26]
- Juan Manuel de Oliván Rebolledo, sacerdote (1676-1738)[27]
- José Damián Ortiz de Castro, arquitecto (1750-1793)[28]
- Juan Clímaco Rebolledo, militar, reformista (1805-1859)[29]
- María Enriqueta Camarillo, cuentista, traductora, pianista, novelista y dramaturga (1872-1968)
- Joaquín Ramírez Cabañas, poeta, historiador, escritor y periodista (1886 -1945)[30]
- Natalia Lafourcade, cantante, compositora, actriz, productora musical (nacida en 1984 en CDMX, vivió su infancia en Coatepec)

### Gastronomía
La gastronomía de Coatepec es reconocida por el mole, el café, los tamales canarios, los tradicionales platos de boda como la sopa de pan y el estofado de gallina, además de las «acamayas» —langostinos de río— en salsa de chipotle o salsa verde, licores y helados preparados con frutas naturales.
Los antojitos callejeros de Coatepec incluyen nieves y helados, elotes y esquites, papas a la francesa, papas preparadas, hamburguesas y hot- dogs, plátanos machos preparados así como bombón de café, pan de huevo, churros azucarados, dulce de leche, nueces de macadamia y chocolates.

### Artesanía
Entre los trabajos artesanales que se hacen en la región destaca la elaboración de pequeños objetos con madera de cafeto como cajas, llaveros, abrecartas o separadores de libros. También se hacen collares, aretes, rosarios y pulseras con el aromático grano de café. La talabartería, joyería, cestería y elaboración de ollas de barro son actividades comunes en la zona.

### Festividades

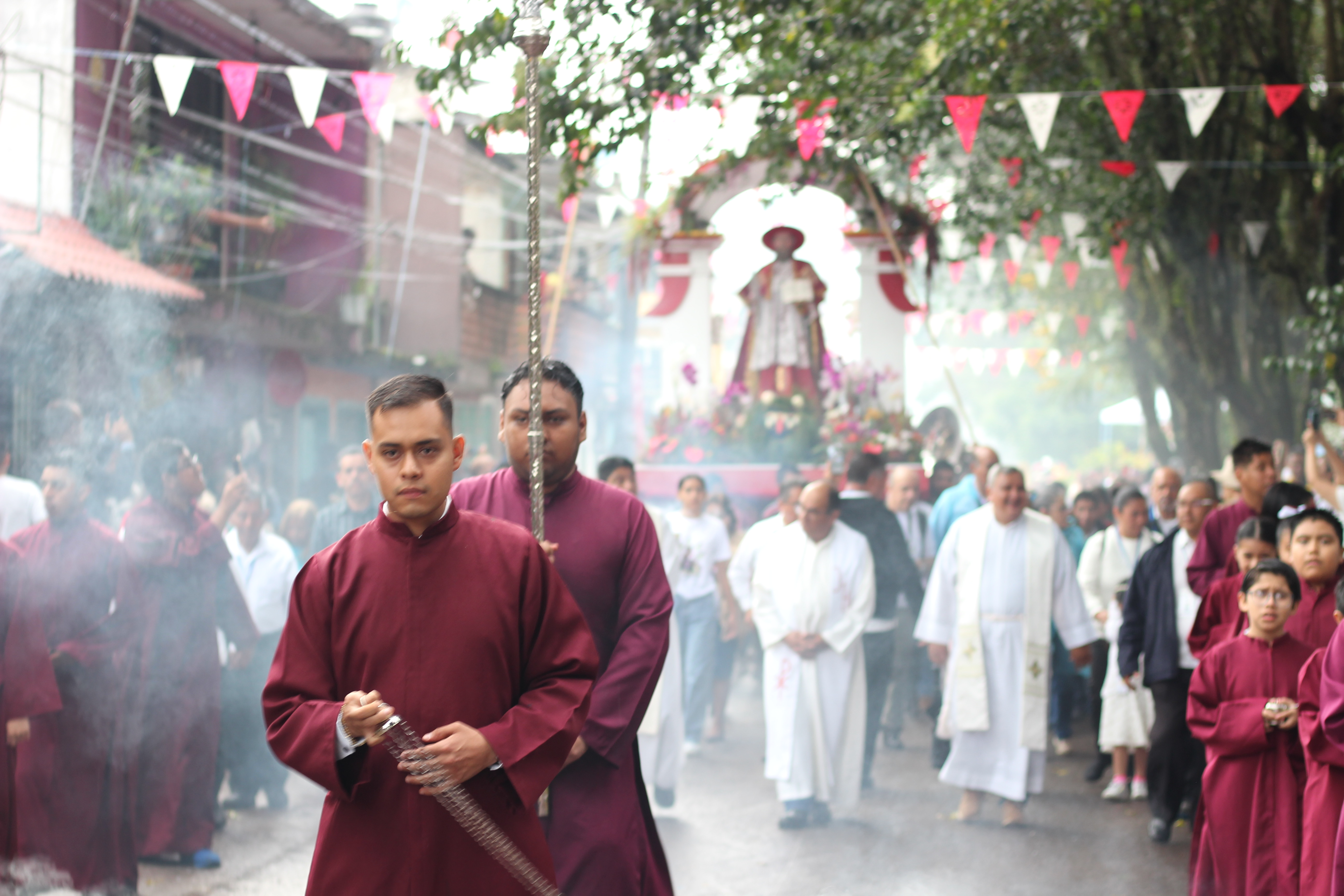
Procesión de San Jerónimo, iniciando en las calles del barrio de los carriles hasta la parroquia en el centro de Coatepec

Se respetan las tradiciones y por ello se celebran fechas importantes como las relacionadas con la época navideña, día de muertos, el día de la madre, en el cual sólo se invitan a las madres de los alumnos y se les festeja como lo merecen.
En ocasiones los estudiantes salen una noche de invierno a recorrer las calles dando un villancico navideño por las principales calles de la ciudad. Además de ofrecer una pastorela a los alumnos y padres de familia por la noche en el edificio institucional.

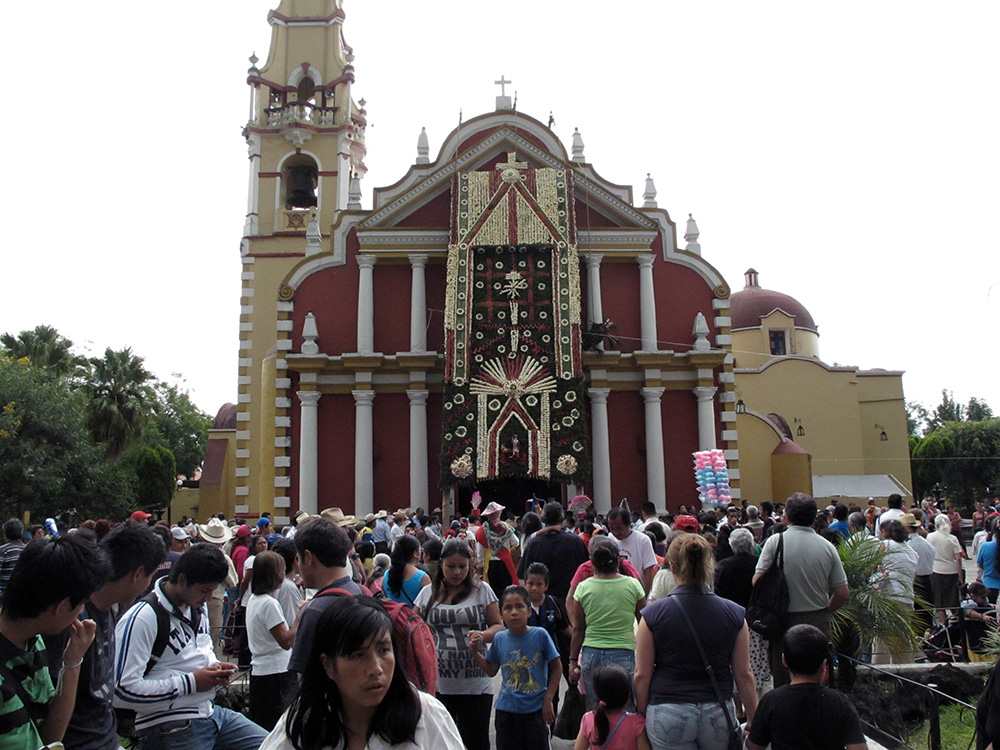
Arco que se levanta en la fiesta patronal de San Jerónimo. En Coatepec, Veracruz.

La principal festividad celebrada en esta ciudad es la del santo patrono de la ciudad, San Jerónimo, la cual se lleva a cabo el 29 de septiembre de cada año. También es muy reconocida la feria del café que se encuentra entre la última semana de abril y la primera quincena de mayo.
En Coatepec se encuentra el Cerro de las culebras, nombrado así porque cuenta una leyenda que cada año una serpiente de gran tamaño sale de una cueva ubicada a la mitad del cerro y recorre de principio a fin el pueblo de Coatepec. También cada año se realizan las fiestas patronales del pueblo para celebrar al patrono; San Jerónimo que es la figura católica de Coatepec.

### Literatura, cine y cultura popular
Coatepec ha servido como locación de diversas grabaciones. Tal es el caso de algunas escenas de la película de 1984 Dos bribones tras la esmeralda perdida, protagonizada por Michael Douglas, Kathleen Turner y Danny de Vito. Otro ejemplo es el de la película Peligro Inminente filmada en 1994 y protagonizada por Harrison Ford y Willem Dafoe.En 1996, se grabó la telenovela Cañaveral de pasiones en la ciudad de Coatepec, en la congregación de Mahuixtlán y parte del fraccionamiento y Hacienda de Las Ánimas en Xalapa. En 2002, algunas escenas de la película El crimen del padre Amaro protagonizada por Gael García Bernal y Ana Claudia Talancón, se grabaron en Coatepec. En 2004, algunas de las escenas de Voces inocentes se grabaron en las calles de la ciudad. Escenas de la telenovela de Televisa La Sombra del Pasado (2014) también se grabaron en Coatepec.

## Reconocimientos
La Secretaría de Turismo designó al municipio de Coatepec como pueblo mágico el jueves 17 de agosto de 2006, lo que supone un reconocimiento a su valor cultural e histórico.

## Lugares de interés turístico

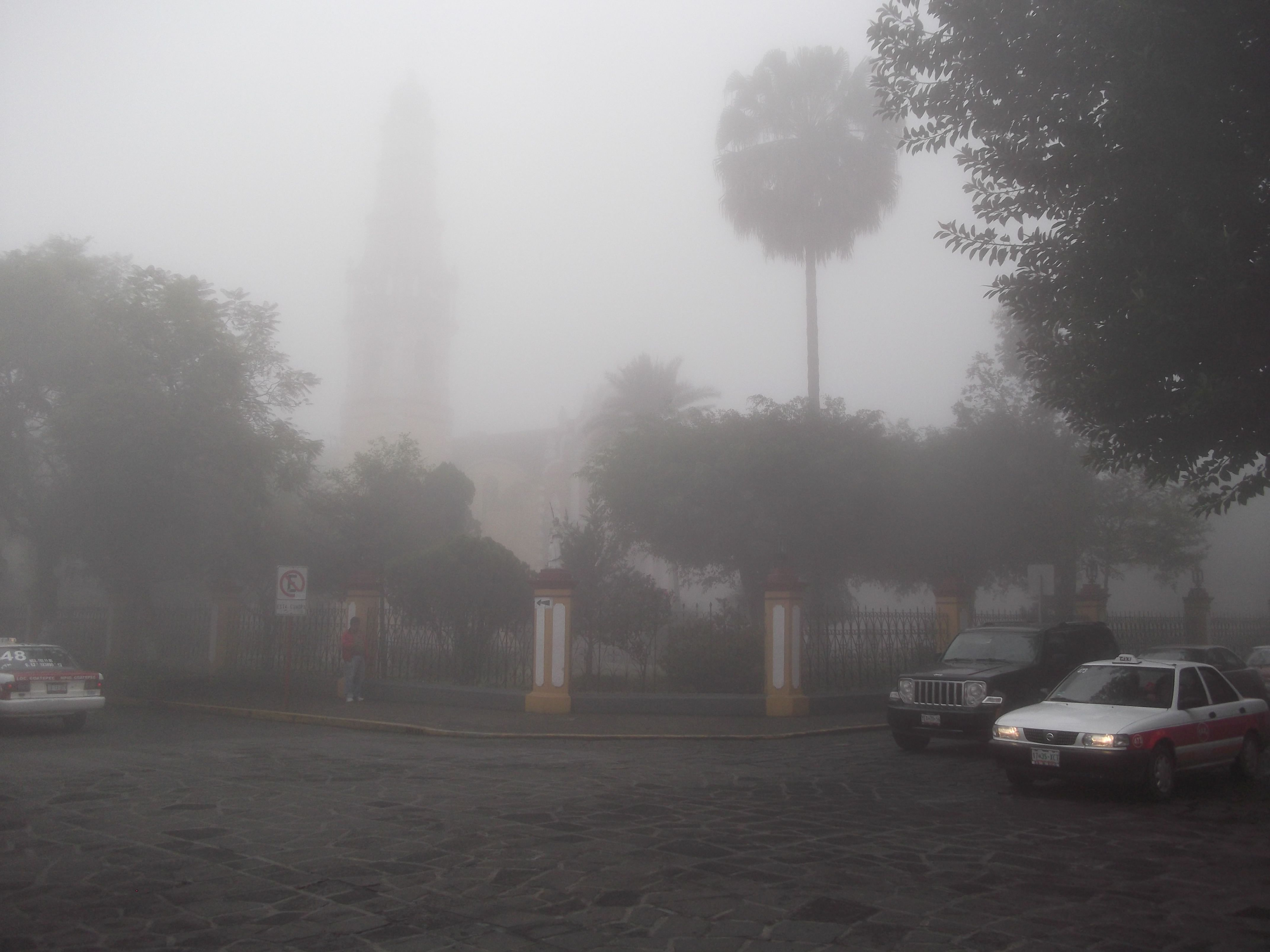
El icono del pueblo en un día de niebla.

Coatepec, es un pueblo mágico de configuración típica mexicana. En el primer cuadro del centro se encuentra el parque Hidalgo, alrededor de él se ubican diversos restaurantes y cafeterías, así como la Iglesia de San Jerónimo y el Palacio Municipal.
Los paseantes del parque habitualmente gustan de visitar sus cafeterías y restaurantes o, como tradición, disfrutar de una nieve, un elote o un hotdog. Las iglesias del pueblo mágico son de arquitecturas diversas y se encuentran todas a unos metros del centro. Aun en Coatepec, pero más retirado del centro se pueden encontrar los ríos la Marina y el Trianon, así como las cascadas de la de Bola de Oro o de la Granada. Coatepec cuenta con dos balnearios populares –agua alegre y los limones– y espacios para campamento y retiro como el Ashram.
Un listado de los lugares de interés turístico más reconocidos sean espacios públicos, museos, iglesias o lugares naturales se presenta a continuación.
1. Parque Hidalgo[44]
2. Quiosco del Parque Hidalgo[45]
3. Pista de Hielo decembrina[46]
4. Casa de la Cultura de Coatepec
5. Casa Museo María Enriqueta
6. Museo de la Orquídea
7. Mercado Coatl bioregional
8. Museo del Café[47]
9. Panadería El Resobado[47]
10. Parroquia de San Jerónimo
11. Iglesia de Nuestra Señora de Guadalupe
12. Iglesia de Nuestro Señor de El Calvario
13. Iglesia de Nuestra Señora de La Luz
14. Iglesia de Nuestra Señora de Fátima
15. Cascada Bola de oro
16. Cascada de Chopantla
17. Cascada La Granada
18. Cascada de Mahuixtlán
19. Salto del Tecajete
20. El Cerro de las Culebras
21. El cerro de la Campana
22. El cerro de La Orduña
23. El Bosque Briones

## Hermanamientos
- Zarate, Argentina (2011)[48]
- Actopan, México (2019)[49][50]
- Misantla, México (2019)[49][50]
- Tlapacoyan, México (2019)[49][50]
- Paso de Ovejas, México (2019)[49]
- Soledad, México (2019)[49]
- Ursulo Galvan, México (2019)[49]